# Matt Nelson
Matt Nelson (Cedar Rapids, 19 dicembre 1995) è un giocatore di football americano statunitense che milita nel ruolo di offensive tackle per i Detroit Lions della National Football League (NFL).

## Carriera
Dopo non essere stato scelto nel Draft NFL 2019, Nelson firmò con i Detroit Lions con lo scopo di spostarlo nella offensive line dopo che al college aveva giocato in difesa. Fu svincolato prima dell’inizio della stagione regolare ma rifirmò con la squadra di allenamento e vi trascorse l’intera annata per adattarsi a giocare nella linea offensiva. L’anno successivo riuscì ad entrare nel roster per l’inizio della stagione regolare e debuttò nel primo turno, il 13 settembre 2020, contro i Chicago Bears.
Il 19 aprile 2021 Nelson firmò un nuovo contratto di un anno.
Il 14 marzo 2023 Nelson rifirmò con i Lions. Il 28 settembre 2023 fu inserito in lista infortunati per un problema a una caviglia, passandovi il resto dell’annata.